# Запата-Ренч (Техас)
Запата-Ренч (англ. Zapata Ranch) — переписна місцевість (CDP) в США, в окрузі Вілласі штату Техас. Населення — 87 осіб (2020).

## Географія
Запата-Ренч розташована за координатами 26°21′32″ пн. ш. 97°49′23″ зх. д. / 26.35889° пн. ш. 97.82306° зх. д. (26.358827, -97.823005).  За даними Бюро перепису населення США в 2010 році переписна місцевість мала площу 3,65 км², з яких 3,64 км² — суходіл та 0,01 км² — водойми.

## Демографія
Згідно з переписом 2010 року, у переписній місцевості мешкало 108 осіб у 37 домогосподарствах у складі 32 родин. Густота населення становила 30 осіб/км².  Було 40 помешкань (11/км²).
Расовий склад населення:
| - 85,2 % — білих - 14,8 % — осіб інших рас |

До двох чи більше рас належало 0,0 %. Частка іспаномовних становила 98,1 % від усіх жителів.
За віковим діапазоном населення розподілялося таким чином: 27,8 % — особи молодші 18 років, 60,2 % — особи у віці 18—64 років, 12,0 % — особи у віці 65 років та старші. Медіана віку мешканця становила 36,0 року. На 100 осіб жіночої статі у переписній місцевості припадало 103,8 чоловіків;  на 100 жінок у віці від 18 років та старших — 116,7 чоловіків також старших 18 років.
Середній дохід на одне домашнє господарство  становив 46 823 долари США (медіана — 49 732), а середній дохід на одну сім'ю — 51 873 долари (медіана — 60 170). За межею бідності перебувало 3,0 % осіб, у тому числі 0,0 % дітей у віці до 18 років та 0,0 % осіб у віці 65 років та старших.
Цивільне працевлаштоване населення становило 45 осіб. Основні галузі зайнятості: оптова торгівля — 48,9 %, освіта, охорона здоров'я та соціальна допомога — 31,1 %, науковці, спеціалісти, менеджери — 20,0 %.